# Canó de rail helicoïdal
Canó de rail helicoidal és un canó electromagnètic multivoltes que redueixen el carril i el corrent del raspall per un factor igual al nombre de voltes. Dos carrils estan envoltats per un canó helicoidal i el projectil o vehicle reutilitzable també és helicoidal. El projectil és electritzat contínuament per dos raspalls de lliscament al llarg dels carrils, i dos o més raspalls addicionals sobre el projectil serveixen per electritzar i commutar diversos enrotllaments de la direcció del canó helicoidal davant i / o darrere del projectil. El canó de rail helicoidal és un encreuament entre un canó de rail i un canó de Gauss. No existeixen actualment en una forma pràctica, utilitzable.
Un canó de rail helicoidal va ser construït al MIT el 1980 i va ser impulsat per diversos bancs de, de moment, grans condensadors (aproximadament 4 farads). Estava a uns 3 metres de llarg, que consta de 2 metres de bobina d'acceleració i desacceleració d'1 metre del serpentí. Va ser capaç de llançar un planador o un projectil d'uns 500 metres.